# Die purpurne Wolke

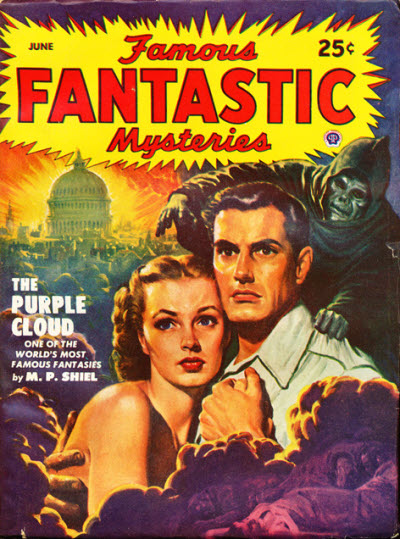

Die purpurne Wolke (Originaltitel: The Purple Cloud) ist ein Science-Fiction-Roman des englischen Autors Matthew Phipps Shiel (1865–1947). In dem erstmals 1901 erschienenen Roman beschreibt Shiel, wie ein purpurfarbenes vulkanisches Gas die gesamte Menschheit vernichtet. Einzig der junge Arzt Adam Jeffson überlebt, weil er sich zum Zeitpunkt der Katastrophe auf einer Expedition zum Nordpol befand. The Purple Cloud gilt als Markstein des frühen britischen Science Fiction.
Der Roman diente als Vorlage für den 1959 entstandenen Endzeitfilm Die  Welt, das Fleisch und der Teufel.

## Ausgaben
- The Purple Cloud (Rare works of imaginative fiction-no.1). Gollancz 1963
- Die purpurne Wolke. Ein klassischer Science-Fiction-Roman. – Mit einem Nachwort von David C. Hartwell. München. Heyne Verlag. 1982 ISBN 3453307895